# Sveriges paviljong på världsutställningen i Saint Louis 1904

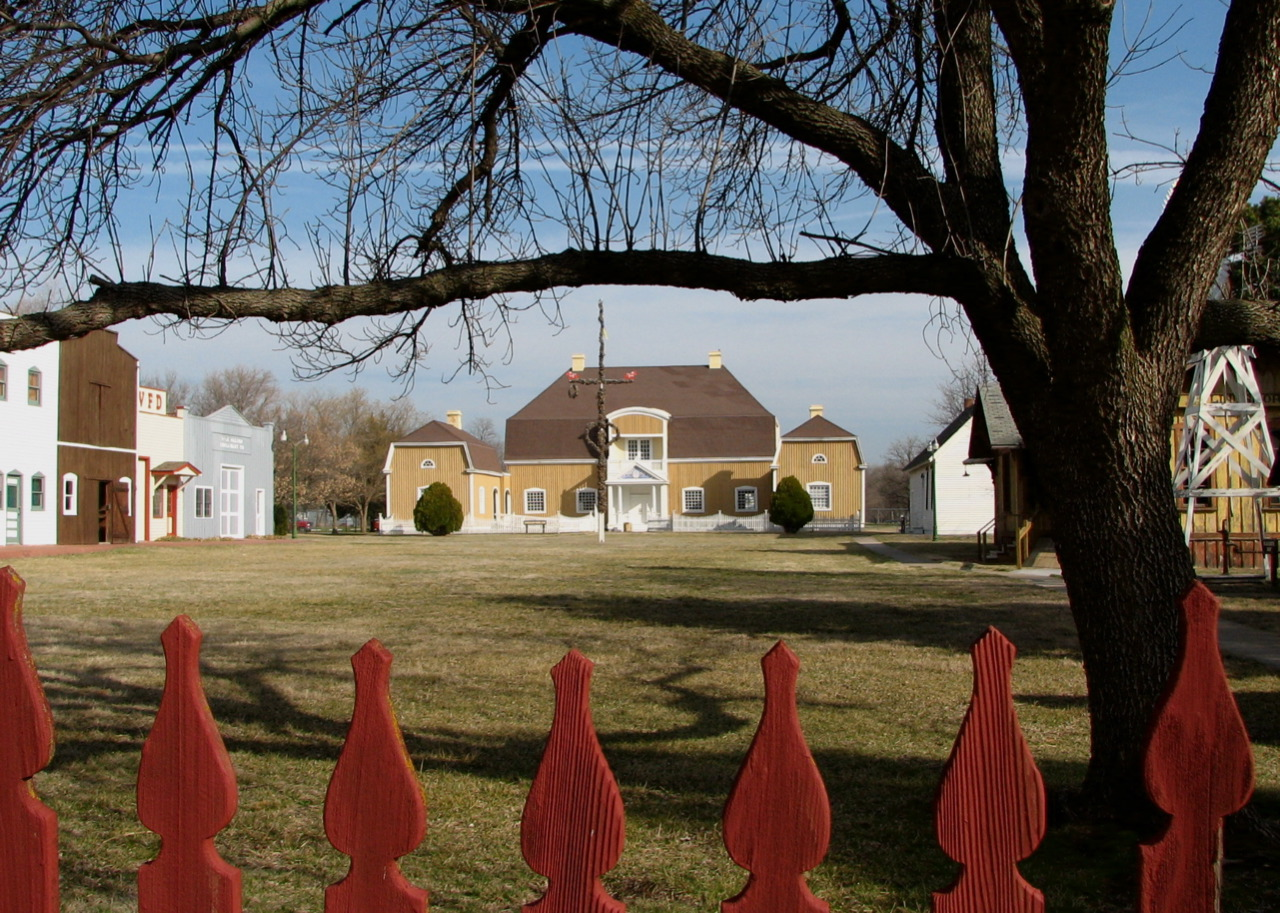
Den svenska paviljongen i Lindsborg, herrgårdsliknande mangårdsbyggnad med mansardtak.

Sveriges paviljong på världsutställningen i Saint Louis 1904 var Sveriges paviljong vid världsutställningen 1904. Efter att utställningen hade avslutats flyttades paviljongen till Bethany College i Lindsborg, Kansas där den användes bland annat som klassrum, bibliotek och museum. År 1969 flyttades paviljongen återigen, denna gång till McPherson County Old Mill Museum i Lindsborg.
Byggnaden ingår sedan 1973 i National Register of Historic Places.
Byggnaden ritades av den svenska arkitekten Ferdinand Boberg.
Paviljongen besöktes år 1976 av kung Carl XVI Gustaf.